# Зоопарк Карлсруе
48°59′52″ пн. ш. 8°24′06″ сх. д. / 48.9978° пн. ш. 8.40167° сх. д.
Зоопарк Карлсруе (нім. Zoologische Stadtgarten Karlsruhe) — міський сад із зоопарком на південному заході Карлсруе, Німеччина, також має філію — Обервальдський зоопарк на південному сході міста. 
Основна територія становить 22 га (з них 9 га зоопарк), Обервальдський зоопарк має площу 16 га. 
Загалом у зоопарку Карлсруе мешкає близько 3000 тварин понад 240 видів. 
Міський сад розташований на північ від вокзалу Карлсруе-Головний і на південь від Карлсруе-Конгрес-центр між районами Карлсруе Зюдштадт і Зюдвестштадт. 
Зоопарк був відкритий в 1865 році, що робить його одним із найстаріших зоопарків Німеччини. 
Міський сад і зоопарк утворюють загальну закриту територію, і їх неможливо відвідувати окремо.

## Історія
Ще в 1861 році були зроблені перші спроби заснувати зоопарк у місті Карлсруе. 
Ініціаторами виступили члени новоствореної асоціації з птахівництва. 
Пропозиція створити птахівничий парк і доповнити його додатковими виставковими вольєрами для ссавців була прийнята та реалізована в 1864 році. 

Великий герцог Фрідріх I Баденський задовольнив прохання про фінансування та надавав південну частину Залленвельдхена разом з Людвігзее в річну орендну з платою в три гульдени для будівництва зоопарку. 
Необхідний капітал для заснування буде зібрано через боргові цінні папери. 
Власники цих облігацій утворили зоотовариство, яке мало керувати новоствореним зоопарком разом із птахівницькою асоціацією. 

Будівництво перших вольєрів тривало лише кілька місяців. 
Крім коштів, Великий Герцог також надав деяких тварин зі своєї колекції. 
Однак заплановану суму фінансування в 50 000 гульденів не вдалося зібрати до відкриття. 
Було випущено лише акцій на загальну суму 25 000 гульденів. 
Дефіцит фінансування заважав розширенню зоопарку. 

Коли приватні засновники більше не могли нести витрати, 30 листопада 1868 року новостворена асоціація зоопарку взяла на себе управління парком і звернулася за фінансовою підтримкою до міста. 
Ця підтримка була надана у вигляді позик і щорічних грантів, і зоопарк міг розширюватися швидшими темпами. 
У 1869 році 50 000 осіб відвідали зоопарк, чия популяція тварин постійно розширювалася коштом пожертвувань Великого Герцога та пожертвувань населення. 

У 1877 році весь інвентар і тваринницькі приміщення стали власністю міста. 
Водночас ділянку було розширено і створено перший більший сад. 
Під керівництвом директора саду Фрідріха Ріса парк став відомим і популярним місцем для екскурсій. 
У 1899 році було створено перший сад троянд із приблизно 3600 рослинами 800 сортів троянд.
У 1887 році на території міського саду було вирішено спорудити штучний пагорб із вбудованим високим резервуаром для водопостачання міста. 
Проект був завершений у червні 1893 року та використовувався до листопада 1967 року. 
У результаті Лаутерберг є найвищою точкою центральної частини міста Карлсруе (154 м). 

Відкриття в 1907 році зоопарку Гагенбека в Стеллінгені поблизу Гамбурга, де в основному не було сіток для тварин, також вплинуло на дизайн інших зоопарків, які тепер хотіли показати всі панорамні пейзажі або принаймні приміщення просто неба. 
У 1913 році перші морські леви переїхали до відкритого приміщення, яке зараз є найстарішим досі існуючим приміщенням зоопарку Карлсруе.
У 1914 році разом із будівництвом і введенням в експлуатацію центрального вокзалу Карлсруе територія саду зоопарку, так званого міського саду, була значно розширена. 
Серед іншого створено новий розарій. 
На місці старого в 1918 році почалося будівництво Японського саду.
У наступний період тваринницький стенд також поповнився екзотичними тваринами: у 1923 році зоопарк отримав бенгальського тигра, а в 1924 році — трирічну слониху Моллі. 
Слониха залишалася в зоопарку Карлсруе до своєї смерті в 1941 році.
Перед початком Другої світової війни популяція тварин значно зросла, і виникли міркування перенести зоопарк із центру міста на околицю. 
Цього не сталося. 
Під час війни споруди були сильно пошкоджені, а вцілілих тварин передали іншим зоопаркам. 
На території міського саду вирощували овочі для постачання голодуючого населення.
У 1947 році, через два роки після закінчення війни, почалася реконструкція зоопарку з будівництва нових вольєрів для тварин. 
У 1949 році відновлено роботу зоопарку з міським садом. 
Поголів'я тварин постійно збільшувалося, і на початку 1960-х років зоопарк перевищив довоєнний рівень.
Наступні роки були присвячені інтенсивній підготовці Федеральної садової виставки 1967 року в Карлсруе. 
У 1965 році Обервальдський зоопарк був побудований у сусідньому міському лісі, щоб створити простір для вольєрів переселених тварин. 

Для Федеральної садової виставки територію саду було повністю переплановано, але також було розширено приміщення для тварин. 
Якраз до відкриття Федеральної садової виставки, яку відвідало понад шість мільйонів осіб, відбулося урочисте відкриття нового вольєру для білих ведмедів. 
З одинадцятьма білими ведмедями в зоопарку була найбільша на той час група білих ведмедів у Європі. 

Новий вольєр для мавп був відкритий в 1968 році.
У квітні 1973 року четверо бурих ведмедів вирвалися зі свого вольєра, який, ймовірно, був закритий неправильно. Найбільший ведмідь вкусив працівника за ногу, коли його повертали до вольєра, а потім був застрелений поліцейським. 

У 1975 році було завершено будиночок для папуг — південноамериканський будинок 
, 
який було знесено у 2018 році через розширення приміщення для утримання слонів. 
У 1980-х роках були завершені в основному існуючі проекти з реконструкції та деякі невеликі будівельні проекти. 
У червні 1984 року ресторан зоопарку горів.  
Майновий збиток склав мільйон німецьких марок. 

У липні 1984 року троє бегемотів померли від порушення кровообігу через те, що граючий слон відкрив подачу гарячої води до сусіднього басейну бегемотів через повзунок. 
У вересні 1984 року дитинча морського лева засмоктало в дренажну трубу і він помер. 
Жовтневої ночі 1985 року невідомі вбили трьох фламінго. 
У серпні 1987 року четверо вовків вирвалися з вольєра. 
Один із них помер від передозування анестетика, яким його усипили. 

У 1990-х роках було завершено будівництво «Африканської савани», нового приміщення для утримання шимпанзе та нових зовнішніх вольєрів у будиночку для хижаків, а також було переплановано зовнішнє приміщення для слонів.
Під час реконструкції вольєра всіх чотирьох білих ведмедів (одного самця і трьох самок) передали Нюрнберзькому зоопарку. Після того, як у березні 2000 року невідомі виламали двері вольєра, вони вирвалися з вольєра. 
Оскільки анестетик не подіяв усіх чотирьох тварин застрелили. 
 
Новий вольєр для білих ведмедів було відкрито в жовтні 2000 року.
У ніч на 13 листопада 2010 року сталася пожежа, під час якої загинуло 26 тварин. 
Вогонь знищив контактний зоопарк і вбив усіх тварин, перш ніж він перекинувся на вольєр для слонів і завдав сильних опіків тваринам, які там містилися. 

Вже влітку 2011 року новий, більший, контактний зоопарк біля північного входу було урочисто відкрито. 

До 150-річчя у 2015 році зоопарк отримав, серед іншого, новий вольєр, гімалайський гірський світ, а в сам ювілейний рік — коатис та екзотичний будинок у колишньому Туллабаді. 

У травні 2019 року було відкрито розширений відкритий вольєр для слонів, який також використовується бегемотами вночі влітку за відповідної температури. 
Переобладнання в будинок престарілих для слонів завершено. 

Новий вольєр для рисей відкрили у 2021 році в рамках масштабного проекту «Ворота в національний парк Шварцвальд». 
У майбутньому рисі з Карлсруе до Шварцвальду планують випустити на волю. 
У травні 2022 року була присиплена остання левиця Сафо, яка у віці 24 років стала найстарішою левицею зоопарку Європи. 
На цьому у зоопарку закінчилося утримання левів. 

В останні роки популяція тварин поповнилася тамандуа, низинними паками та різними південноамериканськими видами амфібій, включаючи Atelopus balios.

## Вольєри для тварин

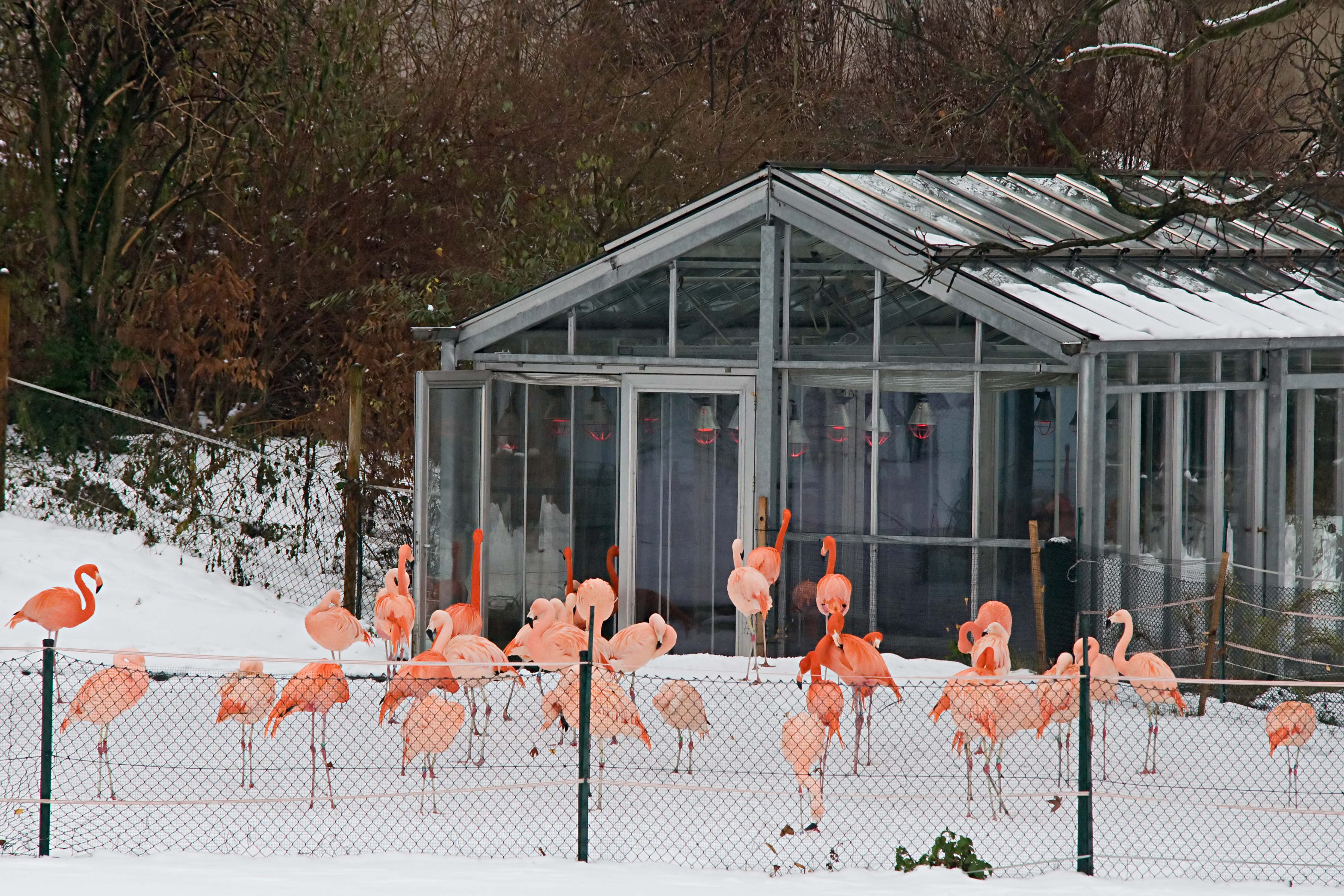
Вольєр з фламінго в зоопарку Карлсруе взимку

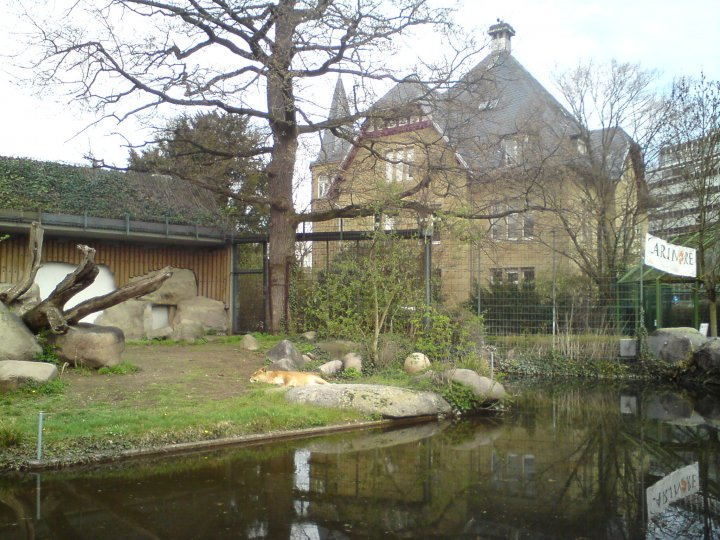
Колишній вольєр для левів, на задньому плані адміністративна будівля зоопарку, 2010 рік

Міський сад Карлсруе представляє свої вольєри як різні зоогеографічні регіони світу, таких як фауна Африки, Австралії та Південної Америки. 

### Головний вхід
Вольєр з кубинськими фламінго знаходиться прямо біля головного входу (південна каса).

### Вольєр для білого ведмедя
Утримання білих ведмедів у зоопарку Карлсруе має давню традицію. 
У 1980-х роках було зафіксовано численні успіхи в розмноженні; у Карлсруе народилося 30 білих ведмедів. 
Нинішній вольєр для білих ведмедів був відкритий у 2000 році. 
Репліка арктичних і тундрових ареалів поділена на три вольєри, щоб відокремити матерів білих ведмедиць з дітьми від самців. 
Копії айсбергів особливо вражають. 

Тварини також можна спостерігати за плаванням під водою через оглядові вікна. 
Під час будівництва вольєра четверо білих ведмедів були переселені в Нюрнберг на час виконання проекту і змогли втекти та були застрелені. 
У новий і перспективний вольєр спочатку заселити двома літніми ведмедицями, позиченими з Роттердама. 
Останніми роками кілька окремих білих ведмедів утримувалися зі змінним складом, але успіхи розмноження 1980-х років не збереглися. 
На початок 2020-х у Карлсруе живе одна самка білого ведмедя, для якої Європейська програма розведення зникаючих видів (EEP) не рекомендує розмножувати.

### Водний світ
Продовжуючи концепцію водного світу, у серпні 2009 року після півторарічного будівництва було відкрито нові приміщення для тюленів і пінгвінів. Тюлені та каліфорнійські морські леви тепер мають вольєр майже на 900 м² на суші та у воді. На модернізацію вольєра було зібрано 4,4 мільйона євро — за для збільшення басейнів і відкритих майданчиків, але, перш за все, також збільшує можливості спостереження для публіки.

### Африканський будинок і савана
Тварини з африканської савани, такі як зебри, жирафи та сурикати, містяться в єдиному вольєрі. Крім парнокопитних і сурикатів, тут мешкають різні види птахів, такі як сірі папуги, ткачик великий і чайка строката.

### Лаутерберг
Комплекс Гімалайські гори був створений на південно-східному схилі Лаутерберга. З 2011 року відвідувачі можуть побачити снігових барсів, а з 2013 року — червоних панд. 
На південному схилі Лаутерберга вже розташоване модернізований вольєр для перських джейранів. 
Пташині вольєри для сов розміщені вище на південному схилі Лаутерберга. 
Прилегла відкрита зона площею 450 м² для носух, одного з найбільших об’єктів такого роду в Німеччині, відкрита для відвідувачів з квітня 2015 року. 
На північний захід від нього знаходиться новий вольєр для рисі. 
На північно-західному краю Лаутерберга є вольєр для Aonyx cinereus.

### Вольєр для мавп
Окрім шимпанзе — єдиного виду людиноподібних мавп, які утримуються — у вольєрі для мавп представлені й інші види мавп, такі як котячі лемури та різноманітні ігрунки. 
У водоймах поблизу можна побачити качок та інших водоплавних птахів з усього світу. 
Для котячих лемурів на Людвігзее побудовано новий вольєр на острові. 

### Вольєр для хижаків
Вольєр для хижаків є домівкою для китайських леопардів і леопарду Жоффруа. 
До 2022 року тут жила і левиця Сафо. 

Будівлю поступово концептуально переплановують, щоб перетворити на Дім Південної Америки. 
В останні роки в будівлю переселили болівійські Saimiri, Cuniculus paca, таманду, Pipa pipa, Agalychnis lemur, Dendropsophus ebraccatus та Ameca splendens.

### Екзотичний вольєр
На північному сході міського саду екзотичний вольєр був побудований влітку 2015 року після двох з половиною років реконструкції колишнього критого басейну Туллабад. 
З приблизно 2000 тварин майже 100 видів, екзотичний вольєр пропонує широкий вибір різноманітних тварин. 
Найбільше живе співтовариство утворюють тварини, що вільно живуть у великій залі — понад 30 видів птахів, таких як коронач північний, голуб мінданайський, голуб гривастий, пінон двобарвний, горлиця білолоба, зенаїда сокорська, горлиця мадагаскарська, Geopelia cuneata, бюльбюль червоногузий, шама білогуза, куріпка червоночуба, тігана, біловолий погонич, тамарин Едипів та Pithecia pithecia. 
У 2018 році двопалі лінивці переїхали у великий вольєр разом з мармозетками Гьольді, агуті Азара та гуаруба. Різні тварини також утримувалися разом у двох інших великих вольєрах, які вписувалися в ландшафт, у тераріумах, акваріумах і палюдаріумах. 
Aldabrachelys та Carollia perspicillata також мають власні вольєри. 
В екзотичному вольєрі зооосвіта тепер вперше має власні кімнати для проведення заходів. 
Облаштовані зони для дитячих садків, класи для шкіл, а також є кімната для семінарів для лекцій, майстер-класів або навіть канікулярних курсів.  
На південь від екзотичного будинку знаходиться вольєр для папуг.

### Вольєр для товстошкірих
Приміщення для малих фламінго та приміщення для азійських слонів і бегемотів можна знайти у вольєрі для товстошкірих. 
Тут слони живуть у так званій «резиденції престарілих», яка була здана в експлуатацію у 2019 році. 
У тераріумі також живуть етруські землерийки.

### Тваринний світ Австралії
Інші тваринницькі приміщення — вольєри для пармських кенгуру, кенгуру Беннета та ему в зоні дикої природи Австралії. 
У прибудованому вольєрі живуть какатоїс червонохвостий, періко жовтолобий, чайка білошия, какаду рожевий та какаду-інка.

## Міський сад
Сад має розарій з приблизно 15 000 троянд понад 200 сортів 

і Японський сад. 

Сад закладено в 1918 році, він був одним із перших азійських садів у Німеччині. 
З нагоди Федеральної садової виставки в 1967 році міському саду було надано сучасний дизайн. 
Особливою визначною пам'яткою є гондоли на ставках міського саду 

та музичний фонтан. 

Кожні два роки (останній раз у 2023 році) у міському саду проходить Фестиваль вогнів, під час якого парк освітлюють тисячі чайних вогників, ліхтариків та лампочок, оформлених у фігури. 

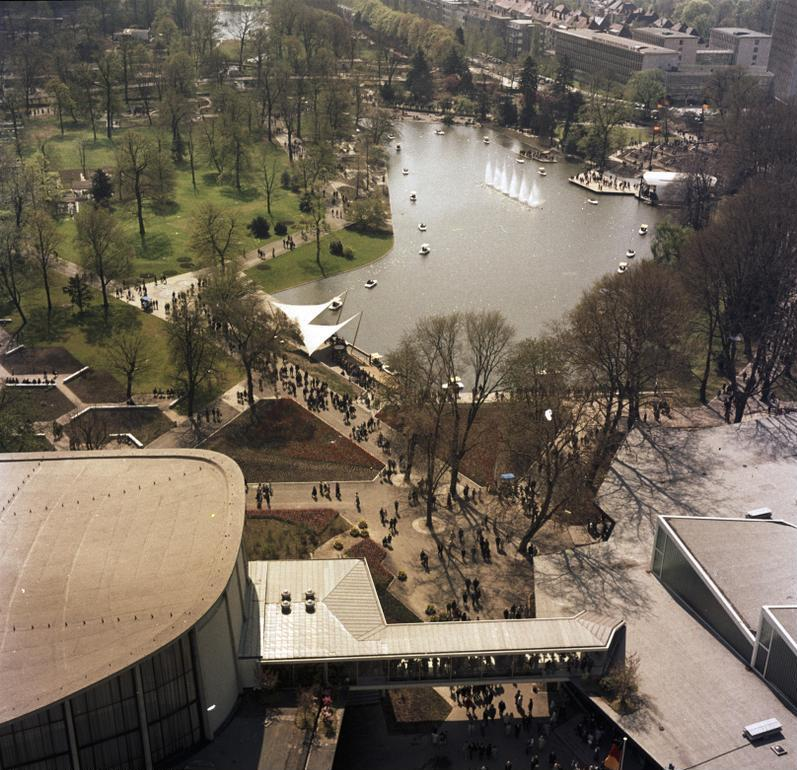
Міський сад під час Федеральної садової виставки в 1967 році
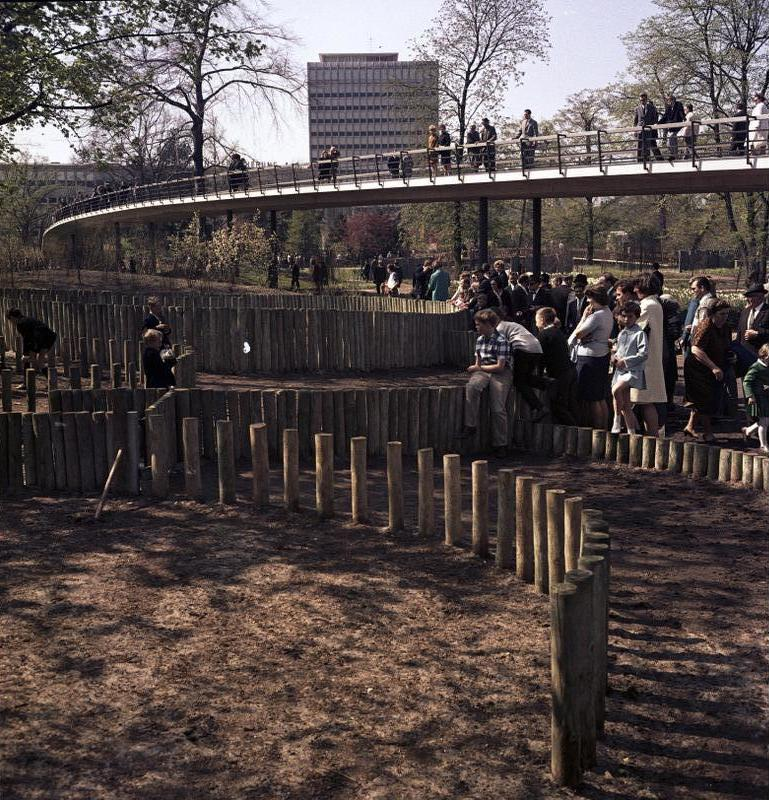
Пішохідний міст 1967 року

## Пішохідний міст через зоопарк
Міст Карла Біркмана побудовано над зоопарком і міським садом. 
Міст названо на честь Карла Біркмана, директора зоопарку в 1963 — 1979 рр. 
Він сполучає райони Зюдштадт та Зюдвестштадт.
Міст був побудований для Федеральної садової виставки в 1967 році. 
До цього Тіргартенвег була вулицею, яка відокремлювала дві частини парку одна від одної. 
Міст через Тіргартенвег і пішохідний підземний перехід дозволили потрапити з однієї частини парку в іншу. 

## Обервальдський зоопарк
Обервальдський зоопарк є  філією зоопарку Карлсруе та вільним для відвідування в рекреаційному лісі Обервальд, який межує зі станцією Карлсруе-Головний на південному сході. 
Стійкі до погодних умов дикі тварини з помірних і холодних зон живуть на 16 га, кожен вид у вуличних вольєрах площею кілька тисяч квадратних метрів із природним лісовим покриттям. 
До них належать великі групи копитних, такі як джейрани, бізони, коні Пржевальського та месопотамські лані, двогорбі верблюди, олень біломордий та снігові козли
.